# Márcio Bittencourt
Henrymárcio Bittencourt oder kurz Márcio Bittencourt (* 19. Oktober 1964 in São José dos Campos) ist ein  ehemaliger brasilianischer Fußballspieler und aktueller -trainer. Als Aktiver wurde er auf der Position des Mittelfeldspielers eingesetzt.

## Spielerkarriere

### Verein
Bittencourt begann seine Profikarriere 1985 beim brasilianischen Traditionsklub SC Corinthians in São Paulo. 1988 konnte er mit dem Team die Staatsmeisterschaft von São Paulo gewinnen. Bedeutender war jedoch zwei Jahre später der Gewinn der Campeonato Brasileiro de Futebol, der gesamtbrasilianischen Meisterschaft. Nach einer weiteren Saison, in der Bittencourt mit seinem Team das Finale um Staatsmeisterschaft von São Paulo erneut erreichte, verließ er Corinthians und schloss sich dem SC Internacional in Porto Alegre an. Dort spielte er dann noch drei Spielzeiten, ohne ein fester Bestandteil des Teams gewesen zu sein. Während dieser Zeit gehörte er jedoch zu Kader des Klubs, der die Staatsmeisterschaft von Rio Grande do Sul 1992 und 1994 sowie den Copa do Brasil 1992 erspielen konnte. Im Wettbewerb um den Copa do Brasil konnte der SCI erstmals diesen für sich entscheiden. In den Finalspielen setzte sich die Mannschaft gegen Fluminense FC durch. 1995, im Alter von 29 Jahren, beendete Bittencourt seine aktive Profikarriere.

### Nationalmannschaft
1991 wurde Bittencourt erstmals in den Kader der Nationalmannschaft Brasiliens gerufen. Sein Debüt gab er am 28. Mai 1991 gegen die Auswahl Bulgariens. Bald darauf wurde er vom damaligen Nationaltrainer Paulo Roberto Falcão in den Kader für die Copa América 1991 berufen. Dort kam er zu drei Einsätzen. Hinter Argentinien kam das Team auf Platz zwei. Bittencourt kam im Turnier auf insgesamt drei Einsätze. Am 13. Juni 1991 gab er gegen Ecuador sein Pflichtspieldebüt. Bei der 2:3-Niederlage am 17. Juni gegen Argentinien, die entscheidend für Ausgang des Wettbewerbs war, absolvierte der Offensivspieler sein letztes Länderspiel im Dress der Seleção.

## Trainerkarriere
Nach seiner aktiven Laufbahn, widmete sich Bittencourt dem trainieren. Im Mai 2005 wurde er Cheftrainer bei seinem früheren Verein SC Corinthians. Dabei wurde er Nachfolger des glücklosen Argentiniers Daniel Passarella, dem er bereits zuvor als Co-Trainer zur Verfügung stand. Bittencourt führte das Team wieder auf die Siegerstraße und verlor nur vier von zwanzig Spielen. Trotz dieses Erfolgs, musste er im September des gleichen Jahres seinen Posten für seinen Landsmann Antônio Lopes räumen. Doch schon bald fand er in Brasiliense FC einen neuen Verein. Dieses Engagement hielt aber nur zwei Monate. Zuvor stieg er mit Brasiliense in die zweite Liga ab. 2006 wurde der Fußballlehrer von Fortaleza EC verpflichtet. In den Folgejahren wechselte Bittencourt seine Arbeitgeber regelmäßig. Am 5. Juni 2010 wurde er als neuer Trainer von Ipatinga FC vorgestellt. Diesen betreute er bereits zwischen August und Oktober 2008. Noch im selben Jahr verließ er den Klub wieder. Bis 2017 betreute er unterklassige Klubs, hier meist nur für einen Wettbewerb. Im April 2017 kehrte Bittencourt zu Corinthians zurück, um für diesen als Scout tätig zu werden. Seit Januar 2021 betreut er die Nachwuchsmannschaft des Klubs.

## Erfolge
Corinthians
- Staatsmeisterschaft von São Paulo: 1988
- Campeonato Brasileiro de Futebol: 1990

Internacional
- Staatsmeisterschaft von Rio Grande do Sul: 1992, 1995
- Copa do Brasil: 1992